# 北坦街道
北坦街道，是中华人民共和国山東省济南市天桥区下辖的一个乡镇级行政单位。

## 行政区划
北坦街道下辖以下地区：
济安社区、双井社区、生产路社区、北关社区和华黎社区。

## 人口
2010年中国第六次人口普查时，北坦街道共有人口15209人。共有家庭5814户，平均每户2.52人。14岁以下的少年儿童共1692人，占总人口11.12%；15-64岁人口共11797人，占总人口77.56%；65岁及以上的老年人共1720人，占总人口的11.30%。男性共计7531人，占总人口49.51%；女性共计7678，占总人口50.48%。本地居住的人口中，拥有本地户籍的人口为7020人，占46.15%。